# Rouvres-Saint-Jean
Rouvres-Saint-Jean település Franciaországban, Loiret megyében. Lakosainak száma 299 fő (2022. január 1.). Rouvres-Saint-Jean Sermaises, Abbéville-la-Rivière, Blandy és Roinvilliers községekkel határos.

## Népesség
A település népessége az elmúlt években az alábbi módon változott:
| Lakosok száma | 246  | 209  | 193  | 229  | 278  | 272  | 281  | 300  | 297  | 299  |
|               | 1968 | 1982 | 1990 | 2006 | 2013 | 2015 | 2017 | 2019 | 2020 | 2022 |